# ガッチャガッチャガッチャ
『ガッチャガッチャガッチャ』とは、2007年10月1日から2008年9月24日まで文化放送系列『レコメン!』にて放送されていた深夜番組である。

## 放送時間
- 月・火・水曜日 24:35頃 - 24:55頃

## パーソナリティ
曜日に応じて、番組名が『○○(パーソナリティ名)のガッチャガッチャガッチャ』に変わる。
- 月曜日
  - ロバート（秋山竜次・馬場裕之・山本博）
- 火曜日
  - キングコング（梶原雄太・西野亮廣）
- 水曜日
  - インパルス（板倉俊之・堤下敦）

## 放送概要
- 2005年10月3日、『ガッチャガッチャ』として、同時間にスタート。当初は各曜日ごとにコーナーを設けトークを展開していく流れだった。またポケメロJOYSOUND内にサイトを開設、各パーソナリティが携帯で撮った写真をリスナーが"ガチャポン"式"でダウンロードできるようになっていた。(写真がランダムに選ばれ、リスナー自身はダウンロードするまでどんな写真なのかわからない)
- 2007年10月1日『ガッチャガッチャガッチャ』にリニューアル後は、毎日五十音順に吉本興業所属の芸人がゲスト出演し、パーソナリティとトークする番組になったのだが、上記の事をやったのはわずか3週間だけでその後はリニューアル以前の状態に戻し、ゲストも不定期出演になった（これは『ガッチャガッチャガッチャ』のブログ内でゲストなしの状態に戻して欲しいなどといった内容のコメントが多く寄せられたため）。
- 2008年9月24日放送をもって、3年間の歴史を幕を閉じる。